# Akot (Sudan Południowy)
Akot – miasto w Sudanie Południowym w stanie Zachodnie Lakes. Liczy poniżej 1000 mieszkańców. Ośrodek przemysłowy.